# 星埜李奈
星埜 李奈（ほしの りな）は、日本のバイリンガル女優、 声優、歌手。横浜生まれ。アメリカ合衆国ワシントン州マーサーアイランド育ちでロサンゼルス在住。DPNタレントエージェンシー所属。母親は佐々木るん。

## 経歴
13歳の時に家族で渡米、高校時代をシアトルで過ごす。高校卒業後ハリウッドに渡り、名門校リー・ストラスバーグ演技研究所を経て2020年現在はロサンゼルスを拠点に多面的に活動している。
ナレーションを担当した学研の人気絵本ぴよちゃんシリーズは累計200万部を超える。Apple iBooks Best of 2013で『ぴよちゃんのおはなしずかん おてがみきたよ』が今年のベストインタラクティブブックに選ばれる。2014年、コロラド観光局主催の旅番組・ゴー・ウェストシリーズのバイリンガルレポーターとしてブッシュら歴代米大統領が宿泊したといわれるコロラド州のブロードムアーリゾート地やスティーヴン・キングが『シャイニング』を執筆し今では心霊スポットとしても有名なスタンレー・ホテルなどを取材し、3週間かけて練り歩く3200マイルの女子旅に初挑戦。オリビア・ニュートン＝ジョンを司会として迎えたアメリカ海兵隊主催のトイズ・フォー・トッツ『ハリウッド・クリスマスパレード』ではリラックマ（San-X）のスポークスパーソンとして選出され、自らリラックマの着ぐるみを身にまといレッドカーペットを歩き、記者会見では歌手シンディ・ローパーと共に日本のゆるキャラの素晴らしさを世界に発信した。
2019年にマックス・ブルックス原作の『ワールドウォーZ ゲーム』に登場する人気キャラクター・ブンコ役で出演し、発売初週で売り上げ100万本を突破のミリオンセラーとなり、注目を集める。主演を務めた短編ホラー作品『天狗』や『107号室』においては数々の映画賞を受賞及びノミネートされる。2020年に入り、東京を舞台に「アンド・ゼン～それから～」というロマンス短編作品を世界6か国から集結した国際チームと共に撮影。この作品においてキックスターターで資金調達をした結果、目標額は1時間で達成。支援金が目標金額を遥かに上回り1500人弱のプロジェクト支援者たちから約1160万円もの資金を集め、キック・スターター公式サイトの表紙を飾る。2021年、アジア最大級の国際短編映画祭ショートショートフィルムフェスティバルのCinematic Tokyo部門において優秀賞及び東京都知事賞を受賞。また、多数の国際映画祭からアカデミー賞正式短編候補作品として選ばれ世界から注目を浴びている。同じ年の12月にリリースされ、ファスト・カンパニーの『2020年最もイノベーティブな会社』として選ばれたウェルネスアプリ（日本語版）『カーム』においてはナレーションを担当している。2022年、アリーナネット社が開発した「ギルドウォーズ２エンドオブドラゴンズ」ではファンから絶大な人気を誇るクーナヴァン役として大抜擢される。予告編では海外で反響を呼び、発売と同時に旧ツイッターのトレンド入りを果たす。2024年に入り、SIクリエイティブズ国際映像制作会社の東京支社を設立。国際制作チームと共に日英米合作映画「シナプス」を制作。ヨーロッパで最も古いとされるアカデミー賞公認タンペレ国際映画祭での正式出品をフィンランドで果たす。
日本のアニメーション地位向上のため、ビジネスパートナーのケネス・プルガーヴィダルと共に『斉木楠雄のΨ難』、『ルパン三世 PART5シリーズ』や蜷川実花監督実写作品『フォロワーズ』などNetflix作品を中心にローカリゼーションを担当している。

## 受賞歴
- 2011年 - アジアン・パシフィック映画祭・正式ノミネート作品『107号室』
- 2013年 - iBooks Best of 2013 ベスト・インタラクティブブック賞『ぴよちゃんのおはなしずかん おてがみきたよ』
- 2013年 - ロサンゼルス・スリラー映画祭・最優秀賞『天狗』
- 2013年 - ロサンゼルス国際アンダーグラウンド映画祭・特別賞『天狗』
- 2013年 - ロサンゼルス・ニューウェーブ国際映画祭・特別賞『天狗』
- 2016年 - パイオニア映画祭・正式ノミネート作品『夢の叶う場所』
- 2021年 - シアトル・アジアン・アメリカン映画祭・オーディエンス・チョイス賞『アンド・ゼン～それから～』
- 2021年 - （米国アカデミー賞公認）ショートショート映画祭・シネマティック東京部門・優秀賞、東京都知事賞『アンド・ゼン～それから～』
- 2021年 - （米国アカデミー賞公認）ロサンゼルス・アウトフェスト・フュージョン映画祭・オーディエンスチョイス賞『アンド・ゼン～それから～』
- 2021年 - トロント・エレンズバーグ映画祭・ベスト・ナレティブ賞及びベスト・PNWショート賞『アンド・ゼン～それから～』
- 2021年 - カレドスコープ映画祭・アーティスティック賞『アンド・ゼン～それから～』
- 2021年 - フリッカーズ・ロードアイランド映画祭・最優秀賞『アンド・ゼン～それから～』
- 2021年 - シネマ・ダイバース：パーム・スプリング LGBTQ 映画祭・優秀賞『アンド・ゼン～それから～』
- 2021年 - ニューヨーク・第44回アジアンアメリカン国際映画祭・正式ノミネート作品『アンド・ゼン～それから～』
- 2021年 - トロント・インサイド・アウト映画祭・正式ノミネート作品『アンド・ゼン～それから～』
- 2021年 - マイアミ・アウトシャイン映画祭・正式ノミネート作品『アンド・ゼン～それから～』
- 2021年 - （米国アカデミー賞公認）アトランタ・アウト・オン・フィルム映画祭・正式ノミネート作品『アンド・ゼン～それから～』
- 2021年 - （米国アカデミー賞公認）ブロンズレンズ映画祭・正式ノミネート作品『アンド・ゼン～それから～』
- 2021年 - （米国アカデミー賞公認）リール・シスターズ・オブ・ザ・ディアスポラ映画祭・正式ノミネート作品『アンド・ゼン～それから～』
- 2024年 ‐ ミラノ国際映画祭・正式ノミネート作品『シナプス』
- 2024年 ‐ シアトルアジアンアメリカン映画祭・正式ノミネート作品『シナプス』
- 2024年 ‐ リフトオフ・イギリス映画祭・正式ノミネート作品『シナプス』
- 2024年 ‐ （米国アカデミー賞公認）タンペレ国際映画祭・正式ノミネート作品『シナプス』
- 2024年 ‐ 富山国際映画祭・正式ノミネート作品『シナプス』
- 2024年 ‐ マックミリアン映画祭・正式ノミネート作品『シナプス』
- 2024年 ‐ シネテック・フューチャー・ポーランド映画祭・正式ノミネート作品『シナプス』

## 作品

### 映画
- プリティー・ウィングズ（2010年、T・フェイ・グリフィン監督） ‐パム講師役
- ブラック・スター（2010年、ジオ・マルクーズ監督）‐ランス役
- 107号室（2011年、エレーン・シェンヤ・フー監督） ‐みちる役
- レガシー（2011年、エリック・デメラス監督）-女性観光客役
- デシデリアム（2011年、ライアン・フィリップス監督） ‐セーラン役
- ナインティー（2011年、カルロス・ラモス・ジュニア監督）-通りすがりの人役
- 天狗（2013年、岩渕健監督） ‐まき役（主演）
- ボム・エキスパート（2013年、エレーン・シェンヤ・フー監督）-FBI役
- デス・オブ・ア・キラー（2014年、エレーン・シェング・ヤ監督）ターゲット役
- ミスプレースド（2014年、ヒロキ・カマダ監督）人形役
- レベレーション（2014年、シャーウィン・ビングアン監督）-ヴァン役
- エグジット・ストラテジー（2015年、アントイン・ファクア監督）‐ファン・ダンサー役
- ベアー・ツアーズ（2015年、ヒデトシ・イムラ監督）‐ナデシコ役
- クラウン VS. ニンジャ（2015年、ティム・へロルド/ジェフ・ピカレロ監督）-レッド・ロータス役
- デザーターズ（2017年、アンドレ・ヌジー監督） ‐愛子役（主演）
- アンバウンド（2017年、マギー・マート監督） ‐ユナ役
- アンジェリック・マジカ（2017年、ケネス・プルガーヴィダル・田中監督） ‐エンジェル役（主役）
- GPSちゃん（2018年、ケネス・プルガーヴィダル・田中監督） ‐GPSちゃん役（主役）
- 名探偵ピカチュウ（2019年、ワーナー・ブラザース） - ミュウツー役（声の出演[33]）
- アンド・ゼン（2019年、ジェン・レヴァナ監督） ‐春役 （主演）
- シナプス（2019年、ケネス・プルガーヴィダル・田中監督） ‐愛叶役（準主役）
- 失効日（2022年、ケネス・プルガーヴィダル・田中監督） ‐シオン役（主役）
- ゴミの日（2022年、ケネス・プルガーヴィダル・田中監督） ‐姉ちゃん役（主役）
- グルメ・アサシン（2023年、大澤広暉監督） ‐キツネ役（準主役）
- シナプス（2024年、ケネス・プルガーヴィダル・田中監督） ‐美雨役（主役）

### テレビ番組
- メンタリスト（2010年、CBS） ‐女性客
- マイ・ルームメイトシリーズ（2011年、ビヤーン・オーウェンズ監督）-学生役
- ボーンズ（2012年、FOX) ‐ヘアサロン客
- バンジー・ジャンプLA（2013年、菅原千夢監督）-アリス・ハナ役（主役）
- アーチャー（英語版）（2015年、FX） ‐ミチコ、ハツミ役
- エグジット・ストラテジー（2015年、20世紀スタジオ）‐ファンダンサー役
- ロケット・ジャンプ（2015年、ロケットジャンプスタジオ） ‐チキブー役
- ランナウェイズ（2017年、ABC、マーベル・コミック） ‐ウェイター役
- 第85回ハリウッド・クリスマス・パレード（2017年、CW） -リラックマ代表
- 第86回ハリウッド・クリスマス・パレード（2017年、CW） -リラックマ代表
- DCスーパーヒーロー・ガールズ（英語版）（2019年、ワーナー・ブラザース・アニメーション） ‐カタナ役[2]

### ゲーム
- スーパー・マンデーナイト・コンバット（2012年、ウーバー・エンターテインメント） ‐メガベス役 （日本語・英語）
- 雷電V（2016年、MOSS) ‐ エシリア・ポートマン役（英語）
- APE-X（2018年、スターVR） ‐プラント博士役 （英語）
- ミノター (2019年、U7 コミティー) - ミノター15役 （日本語）
- ワールド・ウォーZ（英語版）（2019年、セイバー・インターアクティブ）‐ ブンコ役（英語）
- ニード・フォー・スピード ヒート（2019年、エレクトロニック・アーツ） ‐ナリ役（英語）
- ギルド・ウォーズ 2（2022年、アリーナネット） - クーナヴァン役（英語）
- ワイルド・ハーツ（2023年、エレクトロニック・アーツ オリジナル） ‐ルリ役（英語）

### 劇中歌
- ビデオゲーム・ハイスクール（2012年、Netflix）‐劇中歌
- レギュラーSHOW〜コリない2人〜（2015年、カートゥーン ネットワーク） ‐主題歌
- ロケット・ジャンプ（2015年、ロケットジャンプスタジオ）‐劇中歌
- アニメ・クライム・ズディビジョン（2017年、ロケット・ジャンプ） ‐主題歌
- 出張ヒーローZERO（2017年、ディズニーXD) ‐劇中歌
- アニメ・モバイル・ゲーム（2019年、JOYAミュージック） -主題歌

### ミュージックビデオ
- Ki-Yo：イフ・ユー・ウォナ・メーク・イット（2015年、ケネス・プルガーヴィダル・田中監督）-ガール役
- ウィッシング・カバー（2017年、ケネス・プルガーヴィダル・田中監督） ‐レム役
- Spy x Family x City Pop (2022年、マイルズ・センザキ）‐本人

### オーディオブック
- ぴよちゃんのわくわく絵本シリーズ（学研・Apple）
  - 『ぴよちゃんのおはなしずかん おてがみきたよ』ー英単語つき（2012年） ‐ぴよちゃん役、ゆうびんやさん役、やぎさん役、ネコさん役、おじいさん役、はくちょうさん役、がーこちゃん役、ナレーション
  - 『ぴよちゃんとひまわり（』2013年） ‐ぴよちゃん役、ひまわりさん役、ナレーション
  - 『ぴよちゃんとはりねずみ（』2013年） ‐ぴよちゃん役、はりねずみくん役、はりねずみのお母さん役、ナレーション

### ブルーレイ・DVD
- ピクニック（2010年、岩井俊二監督）-ビルボードの女性役

### 英語版吹替
- スーパー・カインド（2018年、LAメトロ） ‐スーパーカインド役
- 愛なき森で叫べ（2019年、Netflix） ‐まなみ役
- 初恋は初めてなので（英語版）（2019年、Netflix） ‐店長役
- バック・トゥ・スクール（英語版）（2019年、Netflix） ‐エリース役

### 場内アナウンス
- ディズニー・バケーション・クラブ（2015年、ウォルト・ディズニー・ワールド・リゾート） ‐ケイリー役

### ナレーション
- カーム・スリープストーリーシリーズ（2021年、Calm） ‐ナレーター
- ハルゴノマユ 春・夏コレクション（2021年、2022年、Harugonomayu） ‐ナレーター

### レポーター
- ゴー・ウェストシリーズ・ノッツ・ベリー・ファーム（2013年、エレファントプロダクション） ‐バイリンガル・レポーター
- ゴー・ウェストシリーズ・フォー・コーナーズ・メサ・ヴェルデ国立公園（2014年、TVジャパン） ‐バイリンガル・レポーター
- ゴー・ウェストシリーズ・NAMMショー（2014年、エレファントプロダクション） ‐バイリンガル・レポータ―

### 通訳
- マッスル・ミュージカル（2008年、デジタル9） ‐キャスト及び米ディレクター・米プロデューサーの通訳担当
- ミスト農法とは（2008年、富山テレビ放送） ‐バスティア大学副理事長・ティム・キャラハン博士の通訳担当
- AAPNAビジネス会議（2008年、アーユス） ‐バスティア大学名誉教授・ヴィヴェック・シャンバーグ博士の通訳担当
- サクラコン（2009年、チームドリームキャッチャーズ） ‐声優ゲスト・大谷育江の通訳担当
- サクラコン（2010年、チームドリームキャッチャーズ） ‐声優ゲスト・田中真弓の通訳担当
- ヴァンパイア（2010年、岩井俊二監督） ‐カメラマンスタッフの通訳担当
- マクロス・ワールド・コンベンション（2010年、チームドリームキャッチャーズ） ‐声優ゲスト・佐々木るんの通訳担当
- きゃりーぱみゅぱみゅ・ワールドツアー（2018年、アソビシステム）‐きゃりーぱみゅぱみゅの通訳担当
- 未公表作品（2023年、Unseenスタジオ）‐プルガーヴィダル・ケネスの通訳担当

### 翻訳
- ロン・バード 『全米最強超能力者』星埜李奈訳、Bridge USA マガジン、2010年、記事翻訳
- 岩井俊二『岩井俊二映画祭presents マイリトル映画祭』星埜李奈訳、ロックウェルアイズ、2011年、散らかった部屋
- 岩井俊二『リリイ・シュシュのすべて・ウェブシリーズ』星埜李奈訳、ロックウェルアイズ、2011年、第7話
- フレディ・ウォン『ビデオゲーム・ハイスクール・タイム・ゴーズ・バイ・劇中歌』星埜李奈訳、2012年、歌詞翻訳
- ティム・クォック『未公表企画書』星埜李奈訳、2013年、企画書翻訳
- ティム・クォック『未公表長編作品』星埜李奈訳、2015年、脚本翻訳
- ケネス・プルガーヴィダル・田中『アンジェリック・マジカ』星埜李奈訳、2015年、21頁
- ケネス・プルガーヴィダル・田中『シナプス』星埜李奈訳、2015年、12頁
- フレディ・ウォン『ロケットジャンプスタジオ』星埜李奈訳、2015年、歌詞翻訳
- 堺三保『オービタル・クリスマス』星埜李奈訳、2016年、18頁
- フレディ・ウォン『アニメ・クライムズ・ディビジョン・主題歌』星埜李奈訳、2017年、歌詞翻訳
- 英雄伝説 閃の軌跡 プレミアム3Dミュージカル（2017年、日本ファルコム） - 翻訳・字幕担当

### ネイティブチェック・ローカライズ
- ルパン三世 PART5（2018年、トムス・エンタテインメント） ‐英語吹替版脚本ローカライズ担当
- フォロワーズ（2019年、蜷川実花監督・Netflix番組）-英語吹替版脚本ローカライズ担当
- 斉木楠雄のΨ難 Ψ始動編（2019年、桜井 弘明監督、Netflix番組）-英語吹替版脚本ローカライズ担当
- からかい上手の高木さん（2019年、赤城博昭監督、Netflix番組）-英語吹替版脚本ローカライズ担当
- 虫籠のカガステル（2019年、千明 孝一監督、Netflix番組）-英語吹替版脚本ローカライズ担当
- ルパン三世 PART1 第6話～第10話迄（2021年、トムス・エンタテインメント） ‐英語吹替版脚本ローカライズ担当